# Мирковци (Винковци)
Мирковци су насељено место у саставу града Винковаца у западном Срему, Република Хрватска.

## Историја
Први пут се помињу 1475. године. Забележени су у Пећком и у Водничком поменику.
Године 1733,, имали су 70-80 становника, а 1734. године 60 кућа, 1736. године спао је број кућа на 31. Снажно насељавање Мирковаца десило се наредних десет година. Тако су 1744. године имали 100 кућа. А 1766. године су имали 115 кућа, док 1791. године имају 107 кућа са 791 становником. До 1810. године број становника се смањио јер су се неке породице преселиле у Босну или Србију. Године 1810, су имали 125 кућа а 1808, 738 становника. По попису пред Мађарску буну 1847. године ту је живело 1088 православних Срба. Код пописа из 1867. године види се повећање, па их је тада 1124 душа.
Мирковце су углавном населиле личка, севернодалматинска, барањска и источнобосанска српска струја.
Године 1857, у Мирковцима је био 861 становник, 1880. их је било 1.198 колико и 1900. године. Десет година касније број становника је нешто порастао – на 1.215 од тога „мушких 605, женских 610, православних 1.135, римокатолика 77 (од тога 37 Мађара и 9 Немаца), од мушких чита и пише 358 а од женских 314".
У мирковачкој православној цркви 1857. године иконостас је осликао иконописац Павле Чортановић. Темпло је иначе озидан и гипсом украшен, направио је Павлов отац - Петар Чортановић. Парох месни био је у то време поп Александар Панић.
Године 1921. је у селу било 1.219, а 1931, 1.314 житеља – од тога је било "1.190 православних, 107 римокатолика, 2 протестанта, 14 осталих хришћани и 1 муслиман".
Захваљујући досељавању после Другог светског рата, из подручја одакле су Срби традиционално долазили, у селу је 1948. године било 1.414 житеља. И сви остали послератни пописи бележе раст становништва – 1961, 2.121; – 1971, 2.499; – 1981, 2.940 житеља од којих 2.600 Срба.
По попису из 2001. године у Мирковцима живи 2.673 становника, а од 1997, од мирне реинтеграције западног Срема и Барање Хрватској Мирковци су припојени граду Винковци.

## Становништво
На попису становништва 2011. године, Мирковци су имали 3.283 становника.
| Националност       | 1991. | 1981. | 1971. | 1961. |
| Срби               | 2.375 | 2.017 | 2.012 |       |
| Хрвати             | 535   | 338   | 370   |       |
| Југословени        | 177   | 512   | 46    |       |
| Муслимани          | 11    | 7     | 2     |       |
| Мађари             |       | 10    | 5     |       |
| Македонци          |       | 6     | 8     |       |
| Црногорци          |       | 4     | 6     |       |
| Албанци            |       | 1     |       |       |
| остали и непознато | 135   | 45    | 50    |       |
| Укупно             | 3.233 | 2.940 | 2.499 | '     |

| Демографија | Демографија | Демографија |
| Година      | Становника  | Становника  |
| ----------- | ----------- | ----------- |
| 1961.       | 2.121       |             |
| 1971.       | 2.499       |             |
| 1981.       | 2.940       |             |
| 1991.       | 3.233       |             |
| 2001.       | 2.673       |             |
| 2011.       |             | 3.283       |

## Попис 1991.
На попису становништва 1991. године, насељено место Мирковци је имало 3.233 становника, следећег националног састава:
| Попис 1991.‍   | Попис 1991.‍  | Попис 1991.‍ | Попис 1991.‍ | Попис 1991.‍ |
| ------------- | ------------ | ----------- | ----------- | ----------- |
|               |              |             |             |             |
| Срби          | Срби         |             | 2.375       | 73,46%      |
| Хрвати        | Хрвати       |             | 535         | 16,54%      |
| Југословени   | Југословени  |             | 177         | 5,47%       |
| Русини        | Русини       |             | 26          | 0,80%       |
| Роми          | Роми         |             | 18          | 0,55%       |
| Мађари        | Мађари       |             | 12          | 0,37%       |
| Муслимани     | Муслимани    |             | 11          | 0,34%       |
| Словаци       | Словаци      |             | 6           | 0,18%       |
| Македонци     | Македонци    |             | 5           | 0,15%       |
| Украјинци     | Украјинци    |             | 5           | 0,15%       |
| Црногорци     | Црногорци    |             | 4           | 0,12%       |
| Грци          | Грци         |             | 1           | 0,03%       |
| Словенци      | Словенци     |             | 1           | 0,03%       |
| остали        | остали       |             | 1           | 0,03%       |
| неопредељени  | неопредељени |             | 34          | 1,05%       |
| регион. опр.  | регион. опр. |             | 1           | 0,03%       |
| непознато     | непознато    |             | 21          | 0,64%       |
| укупно: 3.233 |              |             |             |             |

## Спорт
- НК Хајдук Мирко Мирковци
- НК Хрватски Сокол Мирковци